# Rockwell (Arkansas)
Rockwell – jednostka osadnicza w Stanach Zjednoczonych, w stanie Arkansas, w hrabstwie Garland.